# Ōmachi (Saga)
Pour les articles homonymes, voir Ōmachi (homonymie).
Ōmachi (大町町, Ōmachi-chō) est un bourg du district de Kishima, dans la préfecture de Saga, sur l'île de Kyūshū, au Japon.

## Géographie

### Démographie
Au 1er février 2015, la population d'Ōmachi s'élevait à 6 852 habitants répartis sur une superficie de 11,50 km2.